# Danh sách chương truyện Thám tử lừng danh Conan (81-100)
Đây là danh sách tập truyện Thám tử lừng danh Conan từ tập 81 đến 100 cùng các chương của chúng.

## Danh sách
| 1. "Hồi ức của Jodie" (ジョディの追憶 "Jodi no Tsuioku") 2. "Tin tức về Akai Shuichi" (赤井秀一の消息 "Akai Shūichi no Syōsoku") 3. "Tình cờ gặp vụ án tại quán Bar" (探偵はBARで事件に遭遇する "Tantei wa Bā de Jiken ni Sōgū Suru") 4. "Điều tra vụ án tại quán Bar" (探偵はBARで事件を推理する "Tantei wa Bā de Jiken wo Suiri Suru") 5. "Phá án tại quán Bar" (探偵はBARで事件を解決する "Tantei wa Bā de Jiken wo Kaiketsu Suru") 6. "Điều tra ngoại tình (浮気調査 "Uwaki Chōsa") 7. "Suy luận của tôi" (ボクの推理 "Boku no Suiri") 8. "Suy luận không thỏa đáng" (居心地悪い推理 "Igokochi Warui Suiri") 9. "Tiệt quyền đạo vs. Karate" (截拳動vs.空手 "Jeet Kune Dō vs. Karate") 10. "Mùi dầu hỏa" (灯油の臭い "Tōyu no Nioi") 11. "Như trò ma thuật" (まるで魔法のように "Marude Mahō no Yō ni") |

| 1. "Bức tường thép" (鉄壁 "Teppeki") 2. "Tắt đèn chuyển cảnh" (暗転 "Anten") 3. "Sống mái" (雌雄 "Shiyū") 4. "Chú mèo tam thể Đại Úy" (三毛猫の大尉 "Mikeneko no Tai") 5. "Đội lốt mèo" (猫を被って "Neko wo Kabutte") 6. "Đứa trẻ tinh nghịcg" (イタズラっ子 "Itazurakko") 7. "Mèo thần tài" (招き猫 "Maneki Neko") 8. "Không thấy..." (ないのよ... "Nai no yo...") 9. "Khi điều ước thành hiện thực..." (願いが叶った時に... "Negai ga Kanatta tokini...") 10. "Tấm huy hiệu màu đỏ" (赤バッジ "Aka Bajji") 11. "Người phụ nữ màu đỏ" (赤女 "Aka Onna") |

| 1. "Con ma màu đỏ" (赤い悪魔 "Akai Akuma") 2. "Màu đỏ năm xưa" (赤き昔日 "Akaki Sekijitsu") 3. "Bi kịch màu đỏ" (赤の悲劇 "Aka no Higeki") 4. "Tác giả tiểu thuyết ngôn tình" (恋愛小説家 "Renai Shōsetsuka") 5. "Cô bé giống Sera" (世良に似た女の子 "Sera ni Nita Onnanoko") 6. "Điện thoại, biển cả và tôi" (電話と海と私 "Denwa to Umi to Watashi") 7. "Sư phụ của thám tử" (探偵の師匠 "Tantei no Shishō") 8. "Ebisubashi" (エビス橋 "Ebisu Hashi") 9. "Hiện trường vụ giao dịch ma túy" (麻薬取引現場 "Mayaku Torihiki Genba") 10. "Kỷ niệm màu xanh" (水色の思い出 "Mizuiro no Omoide") |

| 1. "Thám tử màu đỏ" (緋色の探偵 "Hi'iro no Tantei") 2. "Đáp án màu hồng" (ピンク色の回答 "Pinkuiro no Kaitō") 3. "Hội thi thả diều" (凧揚げ大会 "Takoage Taikai") 4. "Kẻ nghe lén" (盗聴男 "Tō Chō Otoko") 5. "Giọng nói của quỷ" (悪魔の声 "Akuma no Koe") 6. "Buổi tiệc trà đau đớn" (ギスギスしたお茶会 "Gisugisu Shita Osakai") 7. "Zero" (ゼロ "Zero") 8. "Vết máu bắn ở tốc độ cao" (高速の飛沫血痕 "Kōsoku no Himatsu Kekkon") 9. "Mảnh ghép cuối cùng" (最後のピース "Saigo no Piisu") 10. "Nước Nhật của tôi..." (僕の日本から... "Boku No Nihon Kara...") 11. "Cuộc truy tìm của Bourbon, Chương đầu về màu đỏ thắm" (バーボンの追究、緋色の序章 "Bābon no Tsuikyū, Hiiro no Joshō") |

| 1. "Nỗi nghi hoặc màu đỏ" (緋色の疑惑 "Hiiro no Giwaku") 2. "Cuộc chất vấn của màu đỏ" (緋色の尋問 "Hiiro no Jinmon") 3. "Sự trở lại của màu đỏ" (緋色の帰還 "Hiiro no Kikan") 4. "Sự thật màu đỏ" (緋色の真相 "Hiiro no Shinsō") 5. "Lời bạt màu đỏ" (緋色のエピローグ "Hiiro no Epirōgu") 6. "Niêm phong" (封じ手 "Fūjite") 7. "Chiếu tướng" (王手 "Ōte") 8. "Nước đi phạm luật" (禁じ手 "Kinjite") 9. "Nước đi xuất sắc" (妙手 "Myōshu") 10. "Thi thể dưới hồ bơi" (プールに沈む死体 "Pūru ni Shizumu Shitai") 11. "Những mảnh thủy tinh chìm" (沈むガラスの破片 "Shizumu Garasu no Hahen") |

| 1. "Sự thật nổi lên" (浮かび上がる真実 "Ukabi agaru shinjitsu") 2. "Người cô thân thiết" (親切なおばちゃん "Shinsetsu na obachan") 3. "Những nhân chứng đáng ngờ" (不審な証言者たち "Fushin na Shōgen sha tachi") 4. "Đặt cược mạng sống"... (命を賭して... "Inochi wo Toshite...") 5. "Kamaitachi xuất hiện" (鎌鼬あらわる "Kamaitachi Arawaru") 6. "Kamaitachi đầy sát khí" (殺意の鎌鼬 "Satsui no Kamaitachi") 7. "Đường vào của Kamaitachi" (鎌鼬の進入経路 "Kamaitachi no Shin'nyū Keiro") 8. "Hồi kết của Kamaitachi" (鎌鼬の幕切れ "Kamaitachi no Makugire") 9. "Chim gõ kiến" (啄木鳥 "Kitsutsuki") 10. "Dấu chân và hội Chim gõ kiến" (足跡と啄木鳥会 "Ashiato to Kitsutsuki-kai") 11. "Lên núi Saijo...!" (妻女山へ...! "Saijosan e...!") |

| 1. "Như nước trôi xuôi" (往く事は流れの如し "Yuku Koto wa Nagare no Gotoshi") 2. "Vượt sông trong đêm vắng tiếng roi vang âm thầm" (鞭声粛々夜河を渡る "Benseishukushuku Yoru Kawa o Wataru") 3. "Blog" (BLOG ) 4. "Photo" (PHOTO ) 5. "Selfie" (SELFIE ) 6. "Ran Girl (Phần đầu)" (蘭Girl (前編) "Ran Gāru (Zenpen)") 7. "Ran Girl (Phần sau)" (蘭Girl (後編) "Ran Gāru (Kōhen)") 8. "Shinichi Boy (Phần đầu)" (新一Boy (前編) Shinichi Bōi (Zenpen)) 9. "Shinichi Boy (Phần sau)" (新一Boy (後編) Shinichi Bōi (Kōhen)") 10. "Sự ra đời của Big Couple" (ビッグカップルの誕生！ "Biggukappuru no Tanjō!") 11. "Bằng chứng ngoại phạm của các nhân viên...?" (スタッヲのアリバイは? "Sutawwo no Aribai wa") |

| 1. "Ảo ảnh ở phòng hậu cần" (バックヤードの虚像 Bakkuyādo no kyozō) 2. "Những vị khách lạ ở tiệm ramen" (ラーメン屋の変な客 Rāmen-ya no hen'na kyaku) 3. "Hủng thủ quay ống nước!?" (ホースを回す犯人!? Hōsu o mawasu han'nin!?) 4. "Thứ gia vị dùng nhiều" (使いすぎた調味料 Tsukai sugita chōmiryō) 5. "Thanh kiếm zombie" (ゾンビブレイド Zonbi bureido?) 6. "Đoàn đưa tiễn vong linh" (死霊の葬列 Shiryō no sōretsu? ) 7. "Zombie ăn thịt người" (人食いゾンビ Hito-gui zonbi?) 8. "Tung tích người chết" (死人の行方 Shibito no yukue?) 9. "Bóng tối dưới chân đèn" (灯台下暗し Tōdai moto kurashi?) 10. "Girl band" (ガールズバンド) 11. "Manh mối bị phi tang" (消された手がかり Kesareta Tegakari) |

| 938. "Phạm tội trong góc chết" (死角での犯行 Shikaku de no Hankō) 939. "Bữa trưa ở Trung tâm mua sắm!" (デパートでランチ！ Depāto de Ranchi!) 940. "Lời khai không thống nhất" (バラつく証言 Baratsuku Shōgen) 941. "Sự thật trong lời khai" (証言の真相 Shōgen no Shinsō) 942. "Vụ án hóc búa của Chiba" (千葉の難事件 Chiba no Nanjiken) 943. "Vật thể bay không xác định" (未確認飛行物体 Mikakuninhikōbuttai) 944. "Khí cầu mặt trời" (ソーラーバルーン Sōrābarūn) 945. "Ông lão tai quái" (意地悪なおじいさん Ijiwaruna ojīsan) 946. "Vợ chồng thật sự" (真の夫婦 Shin no fūfu) 947. "Phương châm sống" (座右の銘 Zayūnomei) 948. "Chiếc kéo bị nắm chặt" (握られたハサミ Nigirareta Hasami) |

| 949. Mùi hương thơm ngọt (甘い匂い "Amai Nioi") 950. Những chữ cái bị cắt bỏ (切り取られた文字 "Kiritorareta Moji") 951. Thám tử ngoại cảm (霊魂探偵 "Reikon Tantei") 952. Phòng bên đáng ngờ (怪しき隣室には "Ayashiki Rinshitsu ni wa") 953. Như quỷ dữ ẩn mình trong bóng tối (暗がりに鬼を繫ぐが如く "Kuragari ni Oni o Tsunagu ga Gotoku") 954. Hình phạt cho kẻ phản bội (裏切りの制裁 "Uragiri no Seisai") 955. Mục tiêu tấn công của kẻ phản bội (裏切りの行方 "Uragiri no Yukue") 956. Gánh nặng của sự phản bội (裏切りの矛先 "Uragiri no Hokosaki") 957. Sự thật về sự phản bội (裏切りの真相 Uragiri no shinsō) 958. Quái vật làng Yadori (宿里村の怪，Yado Satomura no kai) 959. Tiếng quái vật trong đêm (鵺の鳴く夜，Nuenonakuyoru) |

| 960. Dấu móng vuốt của Nue (鵺の爪跡 Nue no tsumeato) 961. Nue giương nanh (牙を剥いた鵺 Kiba o muita nue) 962. Truyền thuyết buồn về Nue (悲しき鵺伝説 Kanashiki nue densetsu) 963. Mộc Thần (木神 Konokami) 964. Tiếp cận (接近 Sekkin) 965. Nhật kí (日記 Nikki) 966. Mật mã Scytale (スキュタレー暗号 Sukyutarē angō) 967. Không thể giải mã!? (解読不可能!? Kaidoku fukanō!?) 968. Bí mật của cô Wakasa (若狭先生のヒミツ Wakasa sensei no himitsu) 969. Áo tắm trong phòng thử đồ ♡ (試着室で水着 Shichakushitsu de mizugi) 970. Lời nhắn từ những ngón tay (指で残した伝言 Yubi de nokoshita dengon) |

| 971. Một vị khách khác (もう1人のお客さん Mō ichi nin no okyaku san) 972. Cuộc kì ngộ giữa những gợn sóng (Sazanami no kaigō) 973. Nơi giao nhau của những con sóng (さざ波の邂逅 Sazanami no sousakan) 974. Bậc thầy phù thủy của những con sóng (さざ波の魔法使い Sazanami no mahōtsukai) 975. Thám tử Edoko!? (江户っ子探偵!? Edo-kko tantei!?) 976. Tấm vé cược đua ngựa bị cướp (奪われた万馬券 Ubawareta manbaken) 977. Show suy luận phong cách Edo (江戸前推理ショー Edomae suiri shō) 978. Nhà của cô Wakasa (若狭先生の自宅 Wakasa sensei no jitaku) 979. Người phụ nữ có bàn tay trắng (白い手の女 Shiroi te no on'na) 980. Tâm thế hoàn toàn mới (真っ白な気持ち Masshirona kimochi) 981. Giết thời gian ở tiệm cà phê Poirot (喫茶ポアロで暇潰し Kissa poaro de himatsubushi) |

| 982. Điểm hẹn là tiệm cà phê Poirot (待ち合わせは喫茶ポアロで Machiawase wa kissa poaro de) 983. Giải câu đố tại quán Poirot (喫茶ポアロで謎解きを Kissa poaro de nazotoki o) 984. Eri phân thân (英理、増殖す Eri, zōshoku su) 985. Eri vô phương trốn thoát (英理、万事休す Eri, banjikyūsu) 986. Eri, SOS (英理、SOS Eri, SOS) 987. Tip-off (ティップオフ Tippuofu) 988. Violation (ヴァイオレーション Vu~aiorēshon) 989. Buzzer-beater (ブザービーター Buzābītā) 990. Hôm nay chính là trận quyết đấu (今日こそ決着を Kyō koso ketchaku o) 991. Khi kẻ quấy rầy xuất hiện (手ェ出さんとき Te ~e-da-san to ki) 992. Trận quyết đấu ngay tại đây (ここで会うたが... Koko de autaga...) |

| 993. Chờ chút đã (ちょー待て Cho ̄ mate) 994. Theo dấu Ran (蘭の跡を... Ran no ato o...) 995. Chưa nghĩ ra à? (わからないのか？ Wakaranai no ka?) 996. Sự thật về chuyến du lịch (旅行の真相 Ryokō no shinsō) 997. Tâm trạng của Haibara (灰原の機嫌 Haihara no kigen) 998. Đi tìm chiếc móc điện thoại! (ストラップを探せ！ Sutorappu o sagase!) 999. Không chỉ là móc điện thoại! (ただのじゃないもん！ Tada no janai mon) 1000. Trần nhà màu đỏ máu (鮮紅 の 天井 Senkō no tenjō) 1001. Quái vật màu hồng lửa (紅蓮の魔物 Guren no mamon) 1002. Hàng rào màu nâu đỏ (紅檜皮の犬矢来 Benihiwada no inu yarai) 1003. Dấu vết màu vỏ đỗ (紅鼠の痕跡 Beninezu no konseki) |

| 1004. Lời đáp màu phớt đỏ (薄紅の回答 Usubeni no kaitō) 1005. Điềm báo màu đỏ thẫm (濃紅の予兆 Koikurenai no yochō) 1006. Hãy ở yên đó! (じっとしてなさい! Jitto shite nasai!) 1007. Cháu sốt ruột quá (落ち着きのない Ochitsuki no nai) 1008. Thấy không ♡ (見る Miru) 1009. Tại nhà hàng Thỏ Đen (黒ウサギ亭にて Kuro usagi-tei nite) 1010. Tạm biệt nhé (バイバイだね Baibaida ne) 1011. Kí ức về người phụ nữ đó (あの女性の記憶 Ano josei no kioku) 1012. Sơ hở rồi (ぬかったな Nukatta na) 1013. Bằng tuổi mà... (同い年なのに... Onaidoshinanoni) 1014. Ghé qua (臨場 Rinjō) |

| 1015. Án mạng liên hoàn (女性警察官連続殺人事件 Josei keisatsukan renzoku satsujin jiken) 1016. Biển báo "Cấm đỗ xe" (駐禁の標識 Chūkin no hyōshiki) 1017. Không phải "Mike" (「ミケ」じゃなくて "Mike" janakute) 1018. Trong băng (氷中 Kōri-chū) 1019. Thay thế (入替 Irekae) 1020. Dắt mũi (翻弄 Honrō) 1021. Di vật (遺品 Ihin) 1022. Người thay thế (代役君 Daiyaku-kun) 1023. Loại thuốc kì lạ (妙な薬 Myōna kusuri) 1024. Sự truy hỏi của Sera (世良の追及 Sera no tsuikyū) 1025. Đứa trẻ ra dáng người lớn (大人びてる子 Otonabite'ru Ko) |

| 1026. Vì nó là thứ quý giá (大切な物ですから... Taisetsu-na Mono Desu Kara...) 1027. Mắt thám tử (探偵の目 Tantei no me) 1028. Sơn trang trên núi tuyết (スノーウィーマウンテンズのマウンテンヴィラ Sunōu~īmauntenzu no maunten'vu~ira?) 1029. Khiến đứa trẻ đang khóc ngủ say (泣く子も眠る Nakuko mo nemuru) 1030. Giống như anh vậy (兄さんみたいに Nīsan mitai ni) 1031. Cảm giác tồi tệ (ヤバイ感じが Yabai kanji ga) 1032. Hái rau dại (山菜採り Sansai-tori) 1033. Bùa may mắn (幸運の御守り Kōun no omori) 1034. Vì tính hậu đậu (ドジだから Dojidakara) 1035. Khay chạm khắc sơn mài đen (堆黒盆 Tsuikoku bon) 1036. Đứa trẻ người lớn (アダルトな子 Adarutona ko) |

| 1037. Dòng thời gian... (時の流れを･･ Tokino Nagare o) 1038. Càng giấu càng lộ (隠すより現る Kakusuyoriarawaru) 1039. Thư thách đấu của Momiji (紅葉の挑戦状，Kōyō no chōsen-jō) 1040. Từ người mẹ yêu thích FootBowl (フットボウル好きの母より Futtobouru-suki no haha yori) 1041. Anh em tái ngộ sau 30 năm (30年ぶりの兄弟 30-Nen-buri no kyōdai) 1042. Người anh em thứ 5 (思い出のジンギスカン Omoide no jingisukan) 1043. Râu của danh nhân (名人のあごひげ Meijin no agohige) 1044. Mắt của danh nhân ( 名人の目 Meijin no me) 1045. Tay của danh nhân ( 名人の手 Meijin no te) 1046. Tuyệt chiêu bí mật của danh nhân (名人の勝ち手 Meijin no kachi-te) 1047. Có mang theo đó... (は彼と一緒に... Kare wa kare to issho ni...) |

| 1048. Sao lại khóc...? (なんで泣いてるの... ? Nande naiteru no...?) 1049. Không thể tin nổi... (信じられない！ Shinjirarenai!) 1050. Đệ tử và thầy phù thủy (見習いとウィザード Minarai to u~izādo) 1051. Trang trại đáng sợ (不気味な農場 Bukimina nōjō) 1052. Vụng về và nghi hoặc (不器用さと疑い Bukiyō-sa to utagai) 1053. Ánh sáng (光 Hikari) 1054. Kẻ mạnh là... (強いのは... Tsuyoi no wa...) 1055. Kogoro rơi vào tình thế nguy cấp (小五郎、窮地に陥る Kogorō, Kyūchi ni Ochiiru) 1056. Căn gác mái đóng kín (屋根裏部屋の密室 Yaneurabeya no misshitsu) 1057. Lí do mã hóa (暗号の理由 Angō no Riyū) 1058. Show suy luận trên TV!? (TVで推理ショー!? TV de suiri shō!?) |

| 1059. Cuộc họp trước chương trình (ショーの打ち合わせ Shō no uchiawase) 1060. Bắt đầu chương trình (ショーはこれから Shō wa korekara) 1061. ID nhuốm máu (血まみれの ID Chimamire no ID) 1062. Góc phố của chiến lược (街角の罠 Machikado no wana) 1063. Màn rượt đuổi trong đêm đen (暗い夜の追跡 Kurai yoru no tsuiseki) 1064. Ánh lửa trong bóng tối (闇の中の光 Yami no naka no hikari) 1065. Thợ săn và thú săn (ハンターと獲物 Hantā to emono) 1066. RUM (ラム Ramu) 1067. Buổi thăm đền bí mật (秘密の巡礼 Himitsu no junrei) 1068. Truy tìm tội phạm bị truy nã (観察調査 Kansatsu chōsa) 1069. Người tuyết (雪だるま Yukidaruma) |

Đây là một danh sách chưa hoàn chỉnh. Bạn có thể giúp Wikipedia .

### Các chương truyện chưa đóng thành tankōbon
1070. Ai ngờ lại gặp ở nơi như thế này... (こんな所で会えるとは... Kon'natokorode aeru to wa)
1071. Hộp thời gian (タイムカプセル Taimu kapuseru)
1072. Thần tượng của lớp 6A (6年A組の人気者 6-nen A-gumi no Ninkimono)
1073. Nữ thần gió (風の女神 Kaze no megami)
1074. Cuộc truy đuổi của gió (風の追跡 Kaze no tsuiseki)
1075. Sự bảo hộ của gió (風の確保 Kaze no kakuho)
1076. Khiêu khích (挑発的 Chōhatsu-teki)
1077. Sương khói (煙霧 Enmu)
1078. Tái hiện (再現 Saigen)
1079. Vật còn lại trong sổ tay (手帳に遺されたもの Techō ni nokosa reta mono)
1080. Vụ án ngủ say (瞑れる事件 Nemureru jiken)
1081. Người kế thừa di nguyện (遺志を継ぐ者 Ishi o tsugu mono)
1082. Án mạng trên đường kẻ (ライン上の殺人 Rain-jō no Satsujin)
1083. Kỷ niệm về ranh giới (境目の思い出 Sakaime no Omoide)
1084. Nhà của Micchan (ミッちゃんのお家 Mitchan no Ouchi)
1085. Ra mắt vào ngày 19/1/2022!
Đây là một danh sách chưa hoàn chỉnh. Bạn có thể giúp Wikipedia .